# San Miguel el Grande (Oaxaca)
San Miguel el Grande es una localidad del estado mexicano de Oaxaca. Es parte del distrito de Tlaxiaco, dentro de la región mixteca. Es cabecera del municipio homónimo.

## Historia
En el territorio del actual del municipio de San Miguel El Grande existe importante zona arqueológica de la cultura Mixteca, en la comunidad actual que lleva el nombre de Benito Juárez se encuentra el asentamiento prehispánico conocido como el mogote,  de acuerdos a las versiones de los abuelos de la comunidad, es un espacio sagrado ya que se encuentra la sepultado el rey siete venados de TUTUTEPEC.
En la época del cristianismo y la llegada de los españoles se creó la decadencia de la cultura Mixteca.
En la época prehispánica estos pueblos pertenecieron al reinado de Achiutla y en la época colonial, primero pertenecieron como pueblos, haciendas y ranchos a Yanhuitlán, luego al partido político-administrativo de Teposcolula, finalmente al distrito de Tlaxiaco.
De acuerdo a la ley del 15 de noviembre de 1917, San Miguel El Grande representó uno de los 50 departamentos municipales que dividían el territorio estatal. La delimitación del municipio que se propone, obedece a la que poseía como departamento.

## Hermanamientos
- Tijuana, México; desde el 26 de febrero de 2009.[4]